# ذكرياتي (البوم)
ذكرياتي هو ألبوم غنائي صدر للمطربة اللبنانية كارول سماحة في عام 2016 ، يضم الألبوم 13 أغنية متنوعة اللهجات والألحان، منها أغنية  سهرانين التي صورتها على طريقة الفيديو كليب و طرحتها قبل صدور الألبوم.

## الأغاني
```
أنا ساحراك 
مخلصة 
عزيزة 
صحابي 
روح فل 
يا ليل نسيني 
هيدا قدري  
ذكرياتي 
غيّرت مبادئي 
Merci 
لبنان  
سهرانين  
تالا
```

صورت من الألبوم كل من هيدا قدري و مخلصة على طريقة الفيديو كليب .